# Dansa del gall dindi
La dansa del gall dindi, núh kaʔáwshan en llengua caddo) és una de les danses tradicionals més importants entre els pobles caddos. Les dones dansen mentre que els homes toquen els tambors i canten descrivint esdeveniments en la història dels caddo.

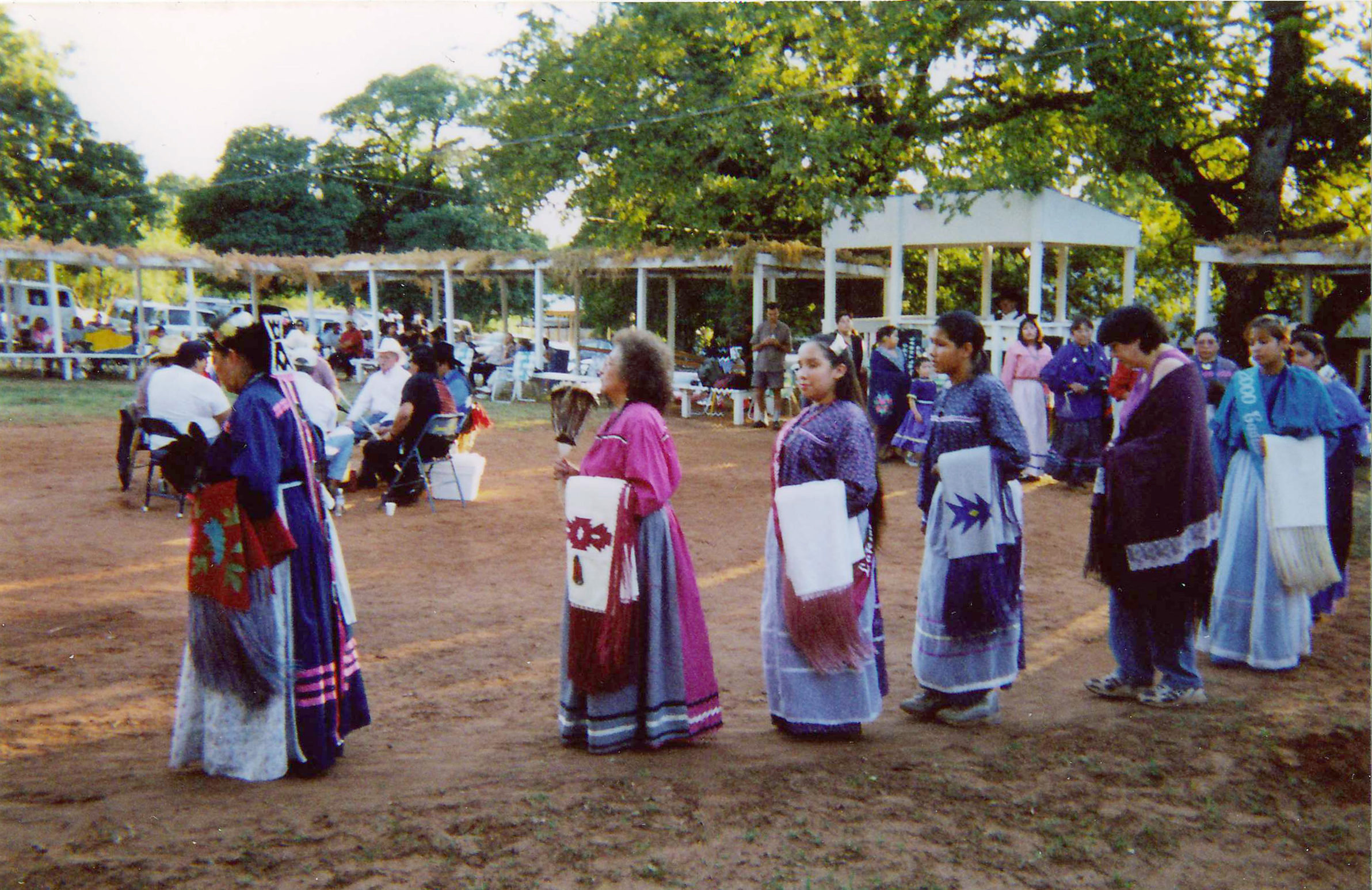
Dansa del gall dindi, Complex Tribal, Binger, Oklahoma, 2000

La dansa té lloc a la tarda i acaba a la sortida del sol, quan els galls dindi retornen a llur galliner. Els caddos fundaven tradicionalment llurs llogarets i campaments prop de dormidors de gall dindis, ja que els galls dindi feien de sentinelles, fent sorolls quan la gent s'acostava.

## Història
Les danses de gall dindi són antigues, i hi ha diverses històries sobre el seu origen. Una explicació és que un home caddo, caçant al bosc, els va sentir cantar. El cant sorgia d'un grapat de femelles de gall dindi ballant en cercle al voltant d'un gall dindi mascle. El caçador va observar acuradament i va memoritzar el ball per compartir amb la seva tribu.
Els missioners espanyols del segle xviii van descriure dones hasinai ballant la dansa quan els guerrers tornaven a la seva vila. En el segle XXI les dones caddo encara ballaven amb un bastó cerimonial presentat a la tribu pels espanyols abans de 1809. El caddo han mantingut de forma contínua la dansa del gall dindi, però ha gaudit d'un renaixement després de la Segona Guerra Mundial.

## Dansa
En un dia de danses caddo, la dansa del gall dindi és la primera que s'executa. La dansa té diverses fases. En el passat, les dones ballaven al voltant d'un pal. Durant la tercera fase les dones s'agrupen entorn dels homes que toquen el tambor al centre de la zona de ball. Durant la fase final, les ballarines poden escollir parelles de ball masculines. La dansa es conclou amb l'himne de la bandera i la baixada de la bandera dels Estats Units en honor dels veterans caddo. Els moviments de les dones poden haver estat inspirats pels moviments del gall dindi.
Avui les danses del gall dindi es duen a terme en els terrenys de dansa del Complex Tribal de la Nació Caddo a Binger, Oklahoma. La Societat Hasinay i el Club Cultural Caddo realitzen danses del gall dindi.

## Abillaments
Les dones caddo es posen per ballar vestits fets a mà, mantes brodades, comptes, i dush-tohs, que és una placa adornada amb llautó o miralls i cintes fluint. Els vestits arriben fins als turmells amb cintes cosides al voltant de la faldilla. El color de les bruses coincideix amb el de les faldilles i tenen jous esclatats. Per sobre de les seves faldilles, les dones porten davantals llargs.

## Cançons
Encara es canten 52 cançons caddo de dansa del gall dindi. Relaten esdeveniments històrics caddo en els nombrosos dialectes que componen la llengua caddo. Moltes narren gestes militars però comencen amb història oral de la creació del poble caddo. Una cançó parla de la creació nocturna del llac Caddo. Com va escriure Cecile Elkins Carter, "Les danses celebren la supervivència caddo."